# Lloro d'ales bronzades
El lloro d'ales bronzades (Pionus chalcopterus) és una espècie d'ocell de la família dels psitàcids que habita la selva humida de muntanya del nord-oest de Veneçuela i Colòmbia, Equador i nord-oest del Perú.